# コタ
コタ株式会社（英: COTA CO.,LTD.）は、京都府久世郡久御山町に本社を置くシャンプー、リンス、整髪料などの美容室向け頭髪用化粧品を製造販売する企業。

## 事業所
- 本社・工場（京都府久世郡）
- 仙台営業所（仙台市青葉区）
- 東京支店（東京都渋谷区）
- 千葉営業所（千葉市中央区）
- 横浜営業所（横浜市中区）
- 名古屋支店（名古屋市名東区）
- 金沢支店（石川県野々市市）
- 京都営業所（京都市下京区）
- 大阪支店（大阪市西区）
- 岡山営業所（岡山市南区）
- 熊本営業所（熊本市中央区）
- 鹿児島営業所（鹿児島県鹿児島市）

## 沿革
- 1979年 - 小田製薬株式会社として設立。
- 2001年 - コタ株式会社に商号変更。
- 2002年9月19日 - 大阪証券取引所2部に上場。
- 2013年7月16日 - 大阪証券取引所と東京証券取引所の現物株市場統合に伴い、東京証券取引所2部に上場。
- 2014年3月20日 - 東京証券取引所1部に指定替え。